# Zuidoost-Duits voetbalkampioenschap 1907/08
In 1907/08 werd het tweede voetbalkampioenschap gespeeld dat georganiseerd werd door de Zuidoost-Duitse voetbalbond. De kampioen plaatste zich voor de eindronde om de Duitse landstitel. VfR Breslau werd kampioen en werd in de eindronde uitgeschakeld door Wacker Leipzig.

## Deelnemers aan de eindronde
| Club                 | Gekwalificeerd als                  |
| -------------------- | ----------------------------------- |
| VfR 1897 Breslau     | Kampioen van Breslau                |
| SC Alemannia Cottbus | Vertegenwoordiger van Neder-Lausitz |
| ATV Liegnitz         | Kampioen van Neder-Silezië          |
| FC Preußen Kattowitz | Kampioen van Opper-Silezië          |

## Eindronde

### Halve finale
|               |                      |       |              |  |
| 29 maart 1908 | FC Preußen Kattowitz | 3 – 1 | ATV Liegnitz |  |
| 29 maart 1908 |                      |       |              |  |

|               |                  |     |                      |  |
| 29 maart 1908 | VfR 1897 Breslau | w/o | SC Alemannia Cottbus |  |
| 29 maart 1908 |                  |     |                      |  |

### Finale
|               |                  |       |                      |  |
| 27 april 1908 | VfR 1897 Breslau | 5 - 2 | FC Preußen Kattowitz |  |
| 27 april 1908 |                  |       |                      |  |